# Hyesan
Hyesan er en by i det nordlige Nordkorea, med et indbyggertal (pr. 2005) på cirka 98.000. Byen ligger på grænsen til nabolandet Kina og beskæftiger sig primært med minedrift. Byen ligger i et bjergrigt og ekstremt koldt område.